# Pianta della Catena

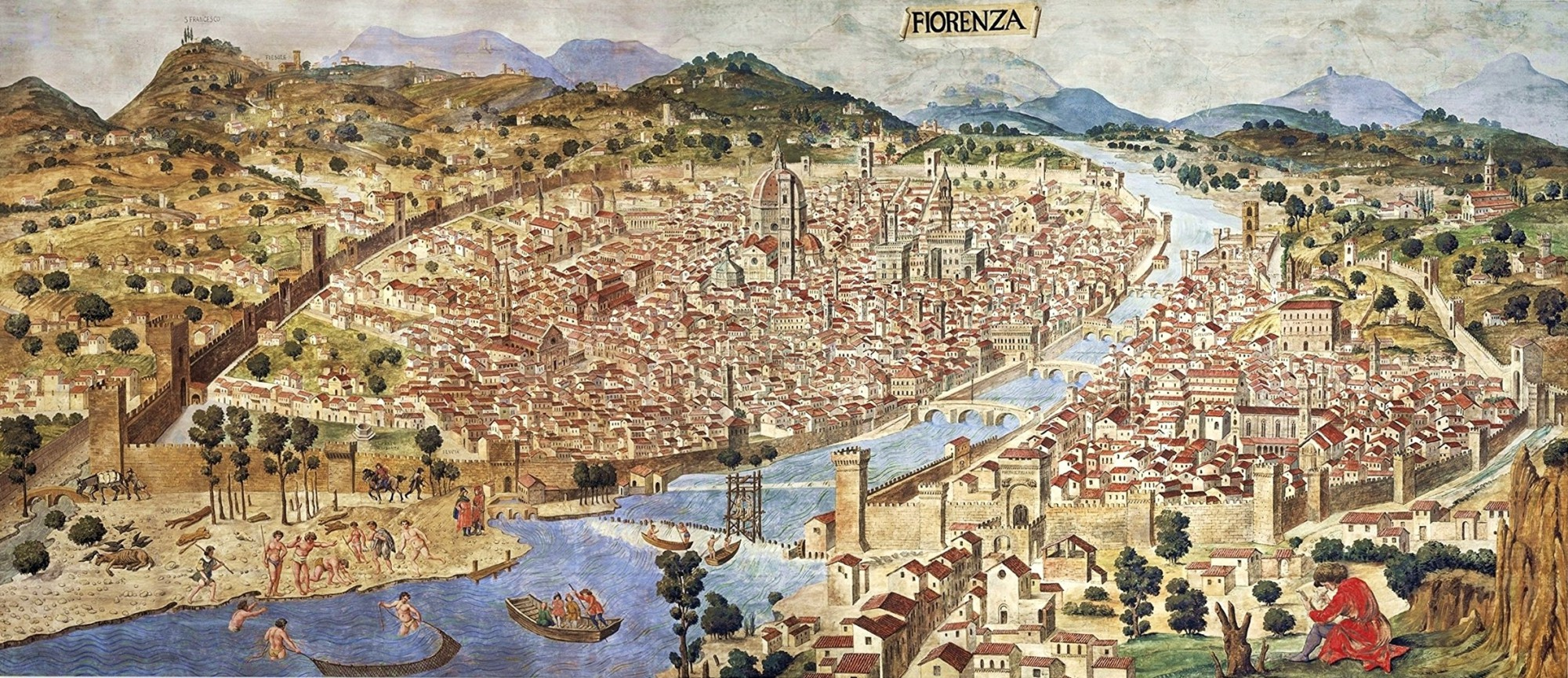
Una versione a colori della pianta della Catena in palazzo Vecchio a Firenze (XIX secolo), tratta dall'incisione

La Pianta della Catena è un'antica veduta di grandi dimensioni della città di Firenze, derivante da un originale perduto di Francesco di Lorenzo Rosselli del 1471-1482. Una versione xilografica è conservata nel Kupferstichkabinett di Berlino, o al Rijksmuseum di Amsterdam, da cui derivano numerose copie più tarde.

## Descrizione

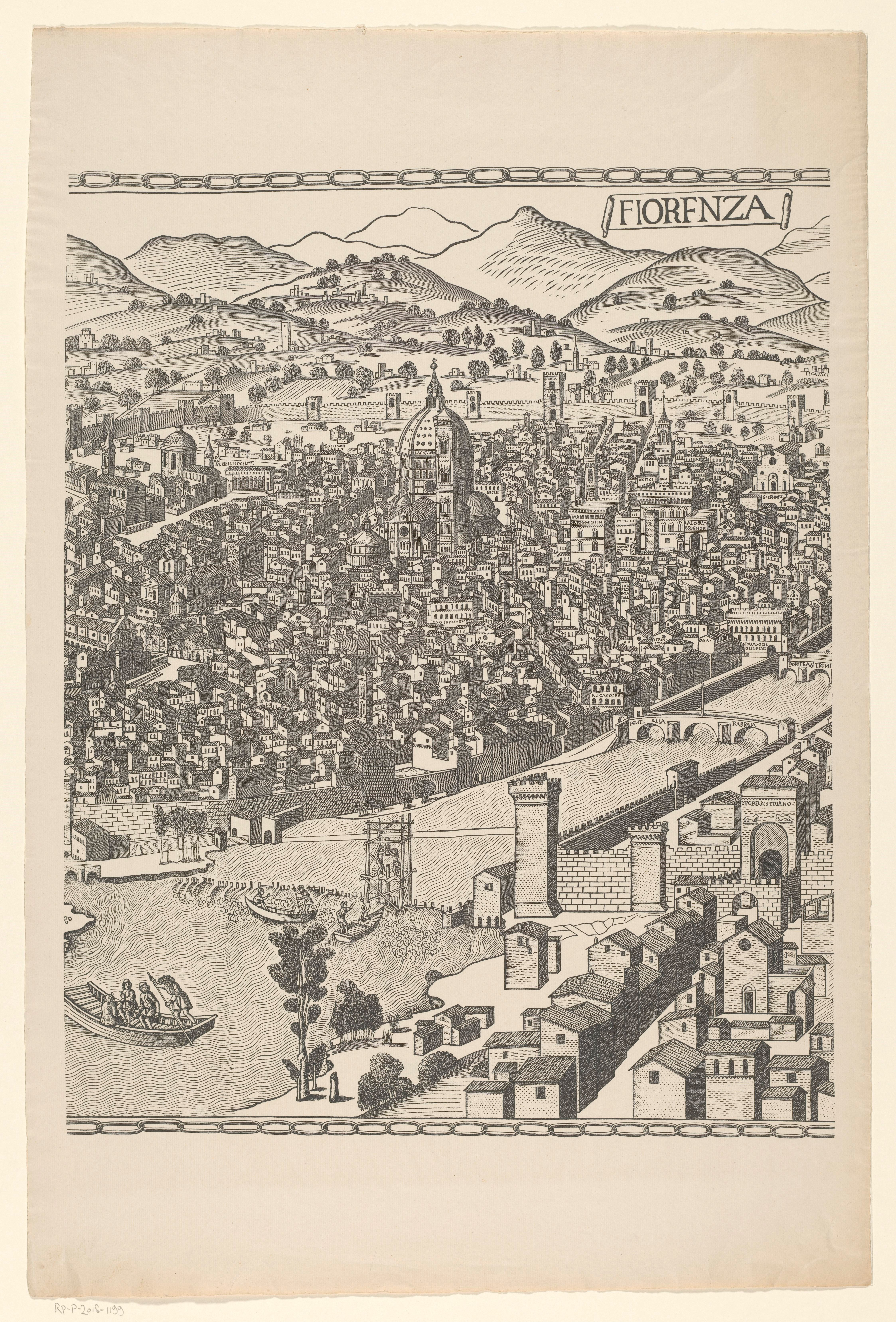
Uno dei fogli della xilografia

La pianta mostra una dettagliata veduta della città dal monastero di Monteoliveto, ed è così detta per il motivo della catena che la circonda. Si tratta della più antica testimonianza dettagliata dell'assetto della città, in cui sono ben riconoscibili i suoi monumenti, anche quelli oggi perduti o rifatti, come i ponti di Firenze. La datazione agli anni 1470 è confermata dalla presenza della “palla” sulla cupola della cattedrale di Santa Maria del Fiore, dalla facciata della basilica di Santa Maria Novella, dall'assenza della cupola della basilica di Santo Spirito. In primo piano a destra l'artista si ritrasse intento a disegnare la veduta a volo d'uccello.

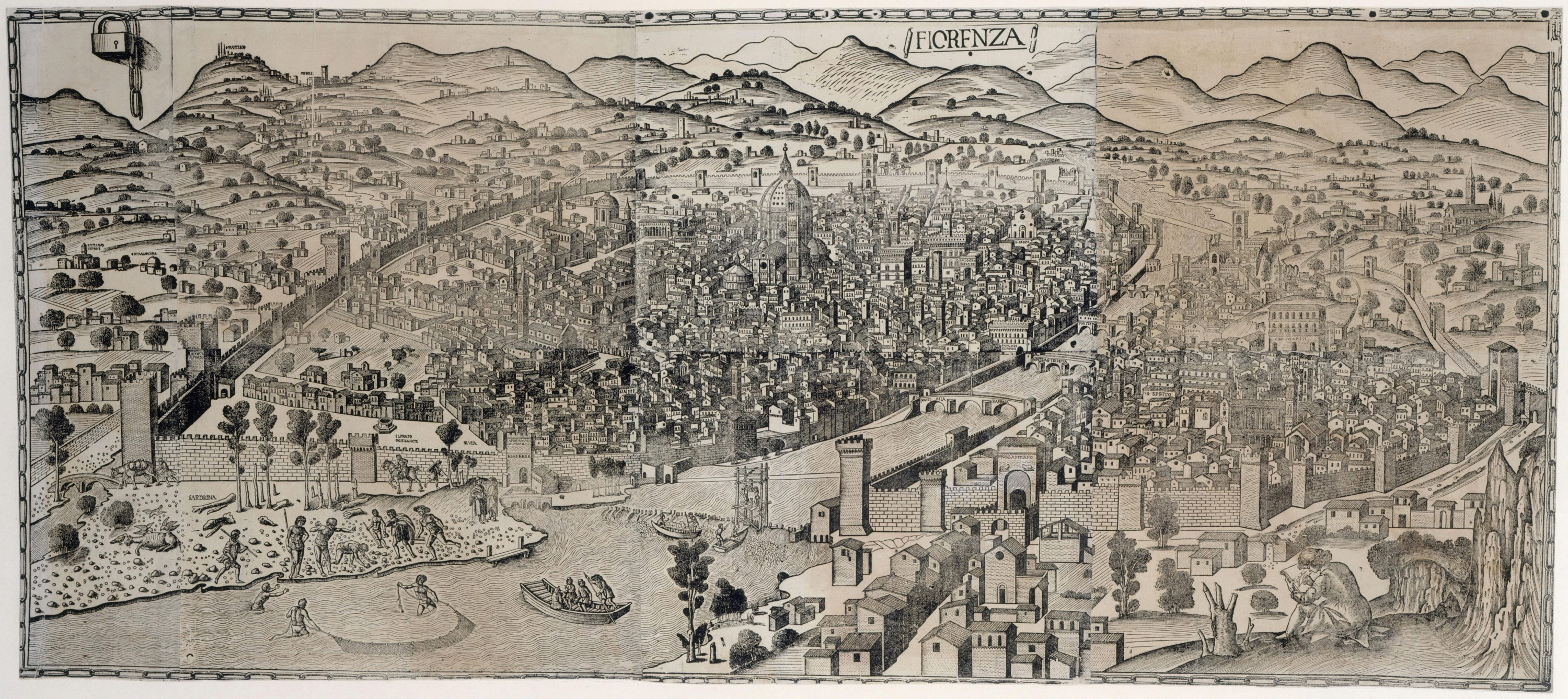
I fogli riuniti
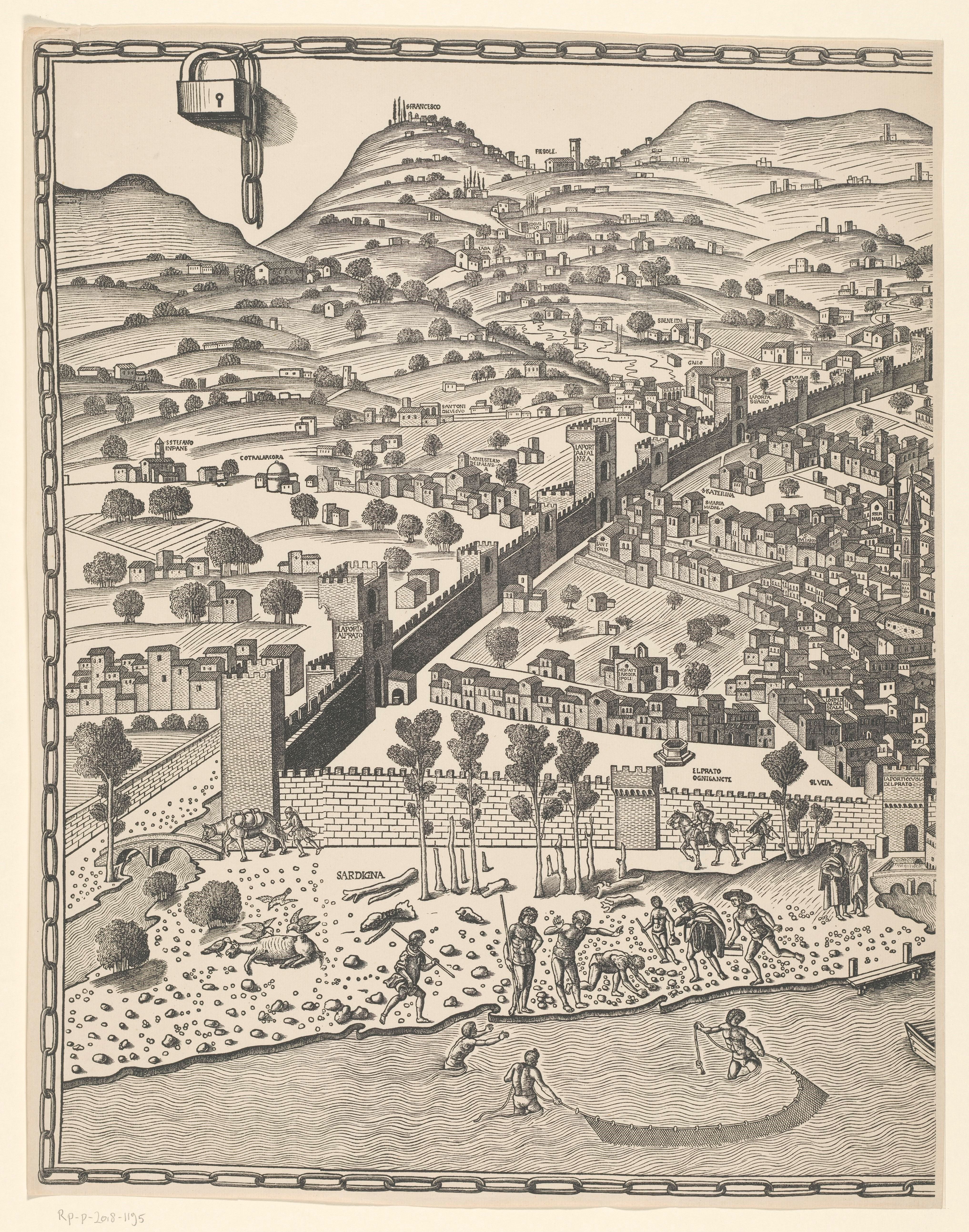
Primo foglio
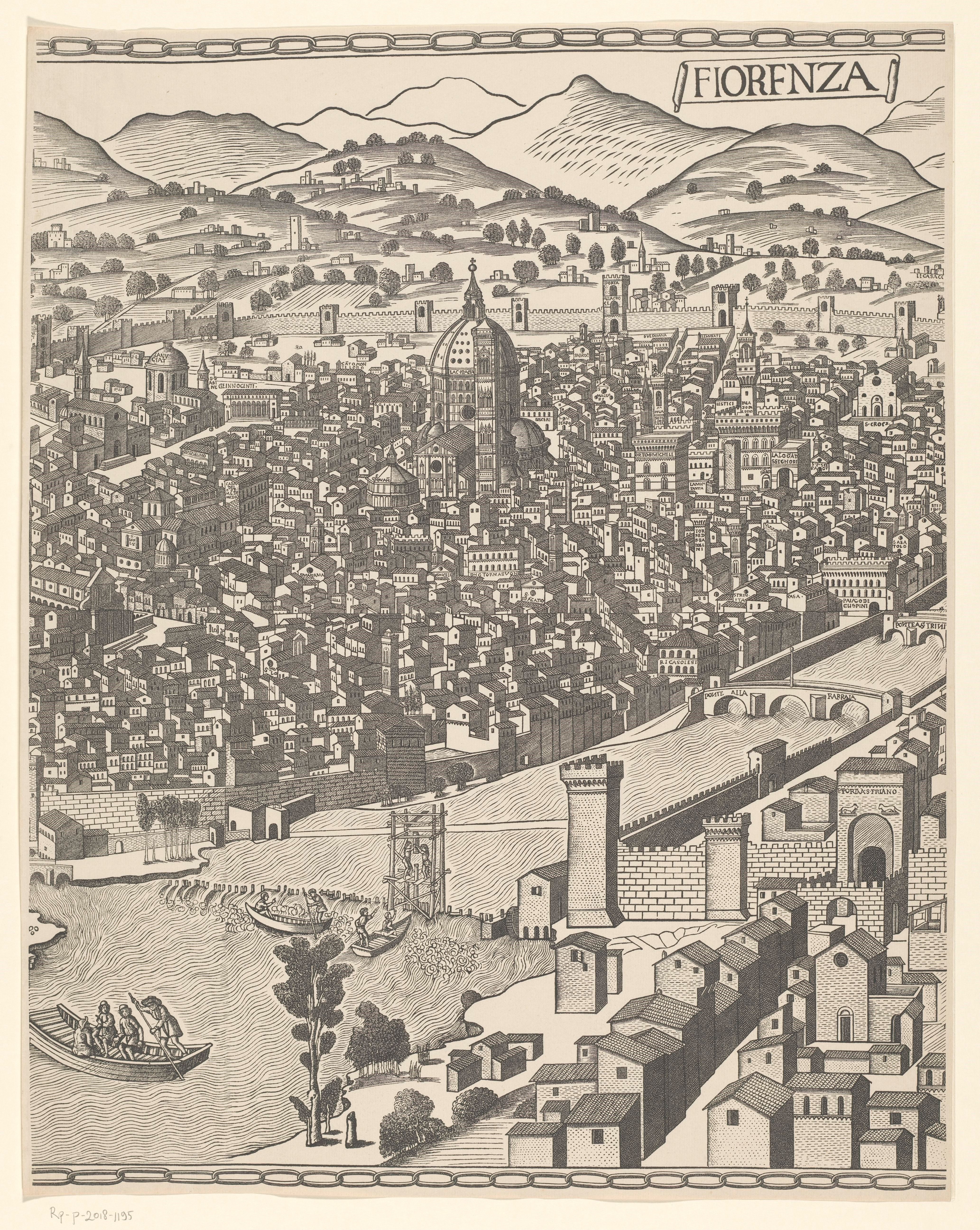
Secondo foglio
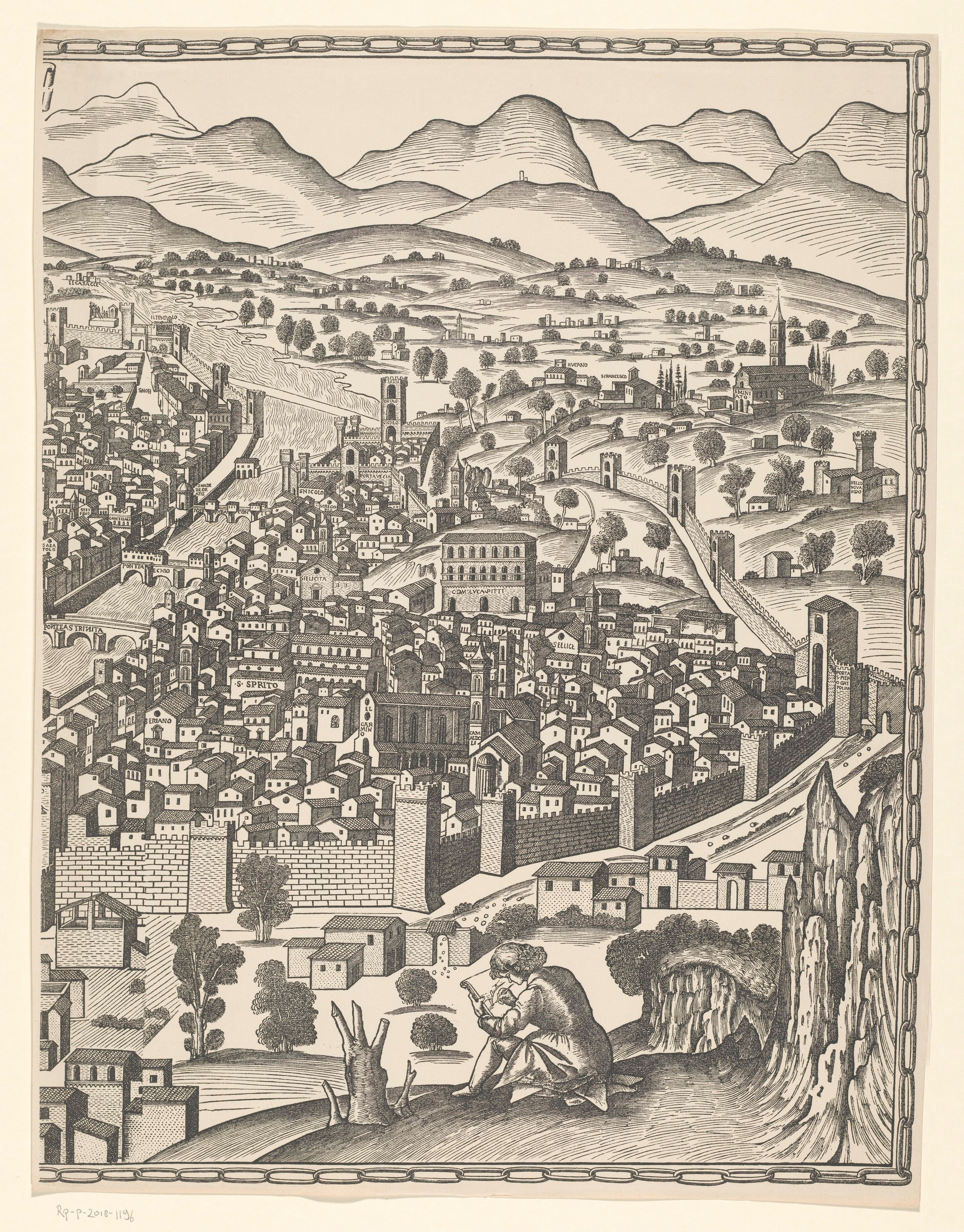
Terzo foglio